# カラチョウザメ
カラチョウザメ（Acipenser sinensis、拼音: Zhōnghuá xún）はチョウザメ目チョウザメ科に属する魚類の一種。中華チョウザメ、中国チョウザメとも呼ばれる。中国各地に古代から生息していたが、多くの地域で絶滅した。
中国政府によって厳重に保護されており、保護区の制定や長江への放流など、様々な保護政策がとられている。

## 形態
成魚は全長2 - 5 m、体重200 - 500 kgに達し、チョウザメ科の中ではかなり大型である。吻は尖り、口は下に付く。

## 生態
回遊魚であり、淡水で産卵し、その後海に降海して成熟する。遼寧省北票市などのジュラ紀の化石に亜種が発見されていて、現在は長江、銭塘江、閩江、珠江沿岸などに生息している。朝鮮半島、日本で稀に迷魚として発見されることもある。成熟すると繁殖のため川を遡上し、かつては3200 km以上遡上したこともあった。生涯で3 - 4回繁殖し、産卵数は一度に100万個以上。繁殖様式は体外受精で、仔魚の生存率は1%未満と推定されている。雌は雄よりも先に産卵場所に移動し、1年間滞在する。その後雄も繁殖のため移動する。長江の水温の変化により、産卵時期が遅れる可能性がある。成魚は口に入るものなら何でも捕食し、幼魚は水生昆虫、蠕虫、藻類を捕食する。1970年代には長江で推定2000匹が産卵していたが、生息環境の悪化によりその数は数百匹まで減少している。伝統的に長江上流の金沙江で産卵が行われていたが、葛洲ダムの建設により遡上が遮断された。1980年代以来産卵が観察されていたが、2013年から2014年は観察されなかった。絶滅に近いと思われたが、2015年には幼魚が発見され、産卵が再開されたと判明した。河川交通量の増加により、騒音の増加、船のプロペラとの接触事故などが懸念される。

## 保護と研究
1970年代から中国国家一級重点保護野生動物に指定されており、繁殖や保護の取り組みが行われている。三峡ダムのすぐ下流の葛洲ダム付近の黄柏河上の島（湖北省宜昌市）に保護センターがある。飼育下繁殖や放流も盛んに行われており、2005年には稚魚10000尾以上、幼魚200尾以上、成魚2尾が長江に放流された。2007年の調査では、長江の河口付近で発見されたカラチョウザメの幼魚の数が前年の600尾から14尾に大幅減少しており、長江の環境悪化により生存は難しいのではないかと懸念されている。

## 人との関わり
清の時代には軟骨ごと調理され、珍味として好まれていた。日本ではごく稀に見られ、捕獲された個体が2011年までいおワールドかごしま水族館で飼育されていた。